# Eublemma subrufula
Eublemma subrufula är en fjärilsart som beskrevs av Rothschild 1924. Eublemma subrufula ingår i släktet Eublemma och familjen nattflyn. Inga underarter finns listade i Catalogue of Life.